# Corneille Brelle

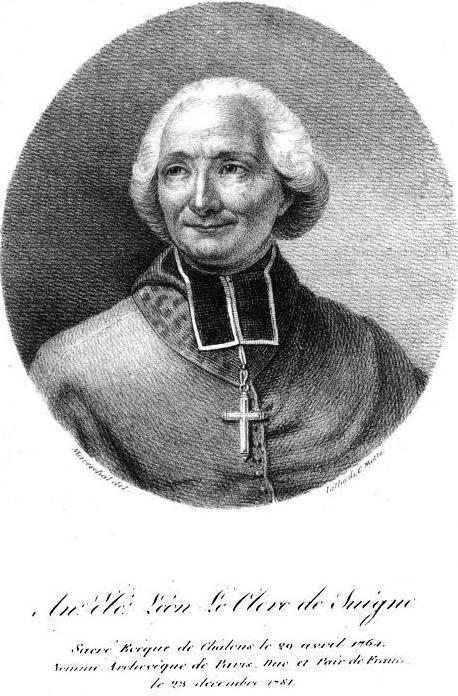
Retrato de Corneille Brelle.

Corneille Brelle (Douai, 18 de agosto de 1754-Cap Français, 22 de julio de 1819). Sacerdote francés, profesó en la orden capuchina. En 1802 fue nombrado prefecto apostólico de Cap Français (Cabo Haitiano) por el general Víctor Leclerc. Al instaurarse la monarquía en 1811, el rey Enrique I de Haití, al que coronó el 2 de junio, le concedió el título de Duque de l'Anse y lo erigió en Cardenal Arzobispo de Haití, sin el beneplácito de Roma.